# Lista över fornlämningar i Uppsala kommun (Funbo)
Lista över fornlämningar i Uppsala kommun (Funbo) är en förteckning av ett urval av de fornlämningar som finns i Funbo i Uppsala kommun.
| Namn                     | Lämningstyp                      | Tillkomsttid | Historisk indelning | Plats | Läge                 | ID-nr          | Bild                                      |
| ------------------------ | -------------------------------- | ------------ | ------------------- | ----- | -------------------- | -------------- | ----------------------------------------- |
| U 991 (Funbo 1:1)        | Runristning                      |              | Funbo, Uppland      |       | 59.864498, 17.825694 | 10022700010001 | Ladda upp en till bild av detta fornminne |
| U 990 (Funbo 1:2)        | Runristning                      |              | Funbo, Uppland      |       | 59.864430, 17.825797 | 10022700010002 | Ladda upp en till bild av detta fornminne |
| U 992 (Funbo 2:1)        | Runristning                      |              | Funbo, Uppland      |       | 59.862934, 17.824178 | 10022700020001 | Ladda upp en till bild av detta fornminne |
| Funbo 3:1                | Lägenhetsbebyggelse              |              | Funbo, Uppland      |       | 59.514366, 17.492010 | 10022700030001 | Ladda upp en till bild av detta fornminne |
| U 993 (Funbo 4:1)        | Runristning                      |              | Funbo, Uppland      |       | 59.857947, 17.814067 | 10022700040001 | Ladda upp en till bild av detta fornminne |
| Funbo 5:1                | Stensättning                     |              | Funbo, Uppland      |       | 59.859255, 17.819582 | 10022700050001 | Ladda upp en bild av detta fornminne      |
| Funbo 5:2                | Stensättning                     |              | Funbo, Uppland      |       | 59.859335, 17.819982 | 10022700050002 | Ladda upp en bild av detta fornminne      |
| Funbo 6:1                | Gravfält                         |              | Funbo, Uppland      |       | 59.863162, 17.819964 | 10022700060001 | Ladda upp en bild av detta fornminne      |
| Funbo 7:1                | Hög                              |              | Funbo, Uppland      |       | 59.856996, 17.832701 | 10022700070001 | Ladda upp en bild av detta fornminne      |
| Funbo 7:2                | Stensättning                     |              | Funbo, Uppland      |       | 59.857029, 17.832419 | 10022700070002 | Ladda upp en bild av detta fornminne      |
| Funbo 8:1                | Gravfält                         |              | Funbo, Uppland      |       | 59.856225, 17.825304 | 10022700080001 | Ladda upp en bild av detta fornminne      |
| Funbo 9:1                | Stensättning                     |              | Funbo, Uppland      |       | 59.855859, 17.824721 | 10022700090001 | Ladda upp en bild av detta fornminne      |
| Funbo 9:2                | Stensättning                     |              | Funbo, Uppland      |       | 59.855829, 17.824448 | 10022700090002 | Ladda upp en bild av detta fornminne      |
| Funbo 9:3                | Hög                              |              | Funbo, Uppland      |       | 59.855743, 17.824722 | 10022700090003 | Ladda upp en bild av detta fornminne      |
| Funbo 10:1               | Gravfält                         |              | Funbo, Uppland      |       | 59.858552, 17.818070 | 10022700100001 | Ladda upp en bild av detta fornminne      |
| Funbo 13:1               | Gravfält                         |              | Funbo, Uppland      |       | 59.855970, 17.831185 | 10022700130001 | Ladda upp en bild av detta fornminne      |
| Funbo 14:1               | Gravfält                         |              | Funbo, Uppland      |       | 59.856319, 17.835286 | 10022700140001 | Ladda upp en bild av detta fornminne      |
| Funbo 15:1               | Hög                              |              | Funbo, Uppland      |       | 59.854413, 17.835993 | 10022700150001 | Ladda upp en bild av detta fornminne      |
| Funbo 15:2               | Stensättning                     |              | Funbo, Uppland      |       | 59.854482, 17.836113 | 10022700150002 | Ladda upp en bild av detta fornminne      |
| Funbo 15:3               | Stensättning                     |              | Funbo, Uppland      |       | 59.853890, 17.836526 | 10022700150003 | Ladda upp en bild av detta fornminne      |
| Funbo 15:4               | Stensättning                     |              | Funbo, Uppland      |       | 59.853942, 17.836609 | 10022700150004 | Ladda upp en bild av detta fornminne      |
| Funbo 15:5               | Stensättning                     |              | Funbo, Uppland      |       | 59.853948, 17.836745 | 10022700150005 | Ladda upp en bild av detta fornminne      |
| Funbo 18:1               | Stensättning                     |              | Funbo, Uppland      |       | 59.854328, 17.840321 | 10022700180001 | Ladda upp en bild av detta fornminne      |
| Funbo 20:1               | Stensättning                     |              | Funbo, Uppland      |       | 59.855845, 17.833449 | 10022700200001 | Ladda upp en bild av detta fornminne      |
| Funbo 20:2               | Stensättning                     |              | Funbo, Uppland      |       | 59.855766, 17.833589 | 10022700200002 | Ladda upp en bild av detta fornminne      |
| Funbo 23:1               | Stensättning                     |              | Funbo, Uppland      |       | 59.854173, 17.842485 | 10022700230001 | Ladda upp en bild av detta fornminne      |
| Funbo 23:2               | Stensättning                     |              | Funbo, Uppland      |       | 59.854003, 17.842274 | 10022700230002 | Ladda upp en bild av detta fornminne      |
| Funbo 23:3               | Stensättning                     |              | Funbo, Uppland      |       | 59.853904, 17.842394 | 10022700230003 | Ladda upp en bild av detta fornminne      |
| Funbo 27:1               | Gravfält                         |              | Funbo, Uppland      |       | 59.860216, 17.814952 | 10022700270001 | Ladda upp en bild av detta fornminne      |
| Funbo 29:1               | Gravfält                         |              | Funbo, Uppland      |       | 59.851588, 17.832154 | 10022700290001 | Ladda upp en bild av detta fornminne      |
| Funbo 37:1               | Gravfält                         |              | Funbo, Uppland      |       | 59.847500, 17.850384 | 10022700370001 | Ladda upp en bild av detta fornminne      |
| Funbo 38:1               | Stensättning                     |              | Funbo, Uppland      |       | 59.844396, 17.834969 | 10022700380001 | Ladda upp en bild av detta fornminne      |
| Funbo 39:1               | Stensättning                     |              | Funbo, Uppland      |       | 59.842112, 17.834261 | 10022700390001 | Ladda upp en bild av detta fornminne      |
| U 996 (Funbo 42:1)       | Runristning                      |              | Funbo, Uppland      |       | 59.857350, 17.844598 | 10022700420001 | Ladda upp en till bild av detta fornminne |
| Funbo 44:1               | Gravfält                         |              | Funbo, Uppland      |       | 59.859257, 17.845705 | 10022700440001 | Ladda upp en bild av detta fornminne      |
| Funbo 46:1               | Runristning                      |              | Funbo, Uppland      |       | 59.856314, 17.854915 | 10022700460001 | Ladda upp en bild av detta fornminne      |
| Funbo 48:1               | Gravfält                         |              | Funbo, Uppland      |       | 59.865751, 17.831729 | 10022700480001 | Ladda upp en bild av detta fornminne      |
| Funbo 49:1               | Gravfält                         |              | Funbo, Uppland      |       | 59.863926, 17.831138 | 10022700490001 | Ladda upp en bild av detta fornminne      |
| Funbo 50:1               | Gravfält                         |              | Funbo, Uppland      |       | 59.864443, 17.833205 | 10022700500001 | Ladda upp en bild av detta fornminne      |
| Funbo 51:1               | Hög                              |              | Funbo, Uppland      |       | 59.867912, 17.832441 | 10022700510001 | Ladda upp en bild av detta fornminne      |
| Funbo 52:1               | Hög                              |              | Funbo, Uppland      |       | 59.868645, 17.830674 | 10022700520001 | Ladda upp en bild av detta fornminne      |
| Funbo 53:1               | Gravfält                         |              | Funbo, Uppland      |       | 59.868325, 17.824587 | 10022700530001 | Ladda upp en bild av detta fornminne      |
| Funbo 54:1               | Gravfält                         |              | Funbo, Uppland      |       | 59.863083, 17.843146 | 10022700540001 | Ladda upp en bild av detta fornminne      |
| Funbo 55:1               | Gravfält                         |              | Funbo, Uppland      |       | 59.864012, 17.839316 | 10022700550001 | Ladda upp en bild av detta fornminne      |
| Funbo 56:1               | Gravfält                         |              | Funbo, Uppland      |       | 59.845307, 17.853992 | 10022700560001 | Ladda upp en bild av detta fornminne      |
| Funbo 57:1               | Gravfält                         |              | Funbo, Uppland      |       | 59.874522, 17.822880 | 10022700570001 | Ladda upp en bild av detta fornminne      |
| Funbo 60:1               | Röse                             |              | Funbo, Uppland      |       | 59.873592, 17.816339 | 10022700600001 | Ladda upp en bild av detta fornminne      |
| Funbo 60:2               | Stensättning                     |              | Funbo, Uppland      |       | 59.873490, 17.816591 | 10022700600002 | Ladda upp en bild av detta fornminne      |
| Pickbacken (Funbo 61:1)  | Gravfält                         |              | Funbo, Uppland      |       | 59.872707, 17.816944 | 10022700610001 | Ladda upp en bild av detta fornminne      |
| Funbo 62:1               | Gravfält                         |              | Funbo, Uppland      |       | 59.868329, 17.837076 | 10022700620001 | Ladda upp en bild av detta fornminne      |
| Funbo 65:1               | Fornborg                         |              | Funbo, Uppland      |       | 59.875180, 17.855691 | 10022700650001 | Ladda upp en bild av detta fornminne      |
| Funbo 66:1               | Gravfält                         |              | Funbo, Uppland      |       | 59.874243, 17.831010 | 10022700660001 | Ladda upp en bild av detta fornminne      |
| Funbo 67:1               | Gravfält                         |              | Funbo, Uppland      |       | 59.874398, 17.833045 | 10022700670001 | Ladda upp en bild av detta fornminne      |
| Funbo 68:1               | Gravfält                         |              | Funbo, Uppland      |       | 59.875802, 17.831788 | 10022700680001 | Ladda upp en bild av detta fornminne      |
| Funbo 70:1               | Stensättning                     |              | Funbo, Uppland      |       | 59.882487, 17.835952 | 10022700700001 | Ladda upp en bild av detta fornminne      |
| Funbo 70:2               | Stensättning                     |              | Funbo, Uppland      |       | 59.882277, 17.836111 | 10022700700002 | Ladda upp en bild av detta fornminne      |
| Funbo 76:1               | Gravfält                         |              | Funbo, Uppland      |       | 59.879345, 17.791527 | 10022700760001 | Ladda upp en bild av detta fornminne      |
| Funbo 78:1               | Hög                              |              | Funbo, Uppland      |       | 59.871912, 17.801170 | 10022700780001 | Ladda upp en bild av detta fornminne      |
| U 999 (Funbo 79:1)       | Runristning                      |              | Funbo, Uppland      |       | 59.871567, 17.800026 | 10022700790001 | Ladda upp en bild av detta fornminne      |
| Funbo 81:1               | Grav markerad av sten/block      |              | Funbo, Uppland      |       | 59.870177, 17.802089 | 10022700810001 | Ladda upp en bild av detta fornminne      |
| Funbo 82:1               | Gravfält                         |              | Funbo, Uppland      |       | 59.867450, 17.807322 | 10022700820001 | Ladda upp en bild av detta fornminne      |
| Funbo 83:1               | Gravfält                         |              | Funbo, Uppland      |       | 59.865359, 17.805102 | 10022700830001 | Ladda upp en bild av detta fornminne      |
| Funbo 84:1               | Stensättning                     |              | Funbo, Uppland      |       | 59.864434, 17.790166 | 10022700840001 | Ladda upp en bild av detta fornminne      |
| Funbo 87:1               | Stensättning                     |              | Funbo, Uppland      |       | 59.870825, 17.784169 | 10022700870001 | Ladda upp en bild av detta fornminne      |
| Funbo 88:1               | Stensättning                     |              | Funbo, Uppland      |       | 59.867355, 17.786672 | 10022700880001 | Ladda upp en bild av detta fornminne      |
| Funbo 91:1               | Stensättning                     |              | Funbo, Uppland      |       | 59.880213, 17.786770 | 10022700910001 | Ladda upp en bild av detta fornminne      |
| Funbo 92:1               | Gravfält                         |              | Funbo, Uppland      |       | 59.862261, 17.811083 | 10022700920001 | Ladda upp en bild av detta fornminne      |
| Funbo 93:1               | Grav- och boplatsområde          |              | Funbo, Uppland      |       | 59.863368, 17.810641 | 10022700930001 | Ladda upp en bild av detta fornminne      |
| Funbo 94:1               | Gravfält                         |              | Funbo, Uppland      |       | 59.867050, 17.813113 | 10022700940001 | Ladda upp en bild av detta fornminne      |
| Funbo 95:1               | Stensättning                     |              | Funbo, Uppland      |       | 59.868428, 17.810553 | 10022700950001 | Ladda upp en bild av detta fornminne      |
| Funbo 96:1               | Stensättning                     |              | Funbo, Uppland      |       | 59.866273, 17.808635 | 10022700960001 | Ladda upp en bild av detta fornminne      |
| Funbo 100:1              | Stensättning                     |              | Funbo, Uppland      |       | 59.855785, 17.803464 | 10022701000001 | Ladda upp en bild av detta fornminne      |
| Funbo 101:1              | Stensättning                     |              | Funbo, Uppland      |       | 59.859755, 17.797381 | 10022701010001 | Ladda upp en bild av detta fornminne      |
| Funbo 103:3              | Husgrund, förhistorisk/medeltida |              | Funbo, Uppland      |       | 59.863261, 17.796171 | 10022701030003 | Ladda upp en bild av detta fornminne      |
| U 997 (Funbo 105:1)      | Runristning                      |              | Funbo, Uppland      |       | 59.835767, 17.803716 | 10022701050001 | Ladda upp en bild av detta fornminne      |
| Funbo 108:1              | Gravfält                         |              | Funbo, Uppland      |       | 59.841060, 17.847230 | 10022701080001 | Ladda upp en bild av detta fornminne      |
| Funbo 109:1              | Gravfält                         |              | Funbo, Uppland      |       | 59.832027, 17.809832 | 10022701090001 | Ladda upp en bild av detta fornminne      |
| Funbo 111:1              | Gravfält                         |              | Funbo, Uppland      |       | 59.862754, 17.873361 | 10022701110001 | Ladda upp en bild av detta fornminne      |
| Funbo 112:1              | Gravfält                         |              | Funbo, Uppland      |       | 59.865822, 17.878508 | 10022701120001 | Ladda upp en bild av detta fornminne      |
| Funbo 113:1              | Stensättning                     |              | Funbo, Uppland      |       | 59.866424, 17.881221 | 10022701130001 | Ladda upp en bild av detta fornminne      |
| Funbo 115:1              | Stensättning                     |              | Funbo, Uppland      |       | 59.867347, 17.878996 | 10022701150001 | Ladda upp en bild av detta fornminne      |
| Funbo 116:1              | Fornborg                         |              | Funbo, Uppland      |       | 59.862208, 17.882266 | 10022701160001 | Ladda upp en bild av detta fornminne      |
| Funbo 118:1              | Gravfält                         |              | Funbo, Uppland      |       | 59.864195, 17.882439 | 10022701180001 | Ladda upp en bild av detta fornminne      |
| Funbo 120:1              | Stensättning                     |              | Funbo, Uppland      |       | 59.842454, 17.864301 | 10022701200001 | Ladda upp en bild av detta fornminne      |
| Funbo 120:2              | Stensättning                     |              | Funbo, Uppland      |       | 59.842504, 17.864165 | 10022701200002 | Ladda upp en bild av detta fornminne      |
| Funbo 120:3              | Stensättning                     |              | Funbo, Uppland      |       | 59.842574, 17.864304 | 10022701200003 | Ladda upp en bild av detta fornminne      |
| Funbo 120:4              | Stensättning                     |              | Funbo, Uppland      |       | 59.842820, 17.863996 | 10022701200004 | Ladda upp en bild av detta fornminne      |
| Funbo 121:1              | Hög                              |              | Funbo, Uppland      |       | 59.840701, 17.856747 | 10022701210001 | Ladda upp en bild av detta fornminne      |
| U 998 (Funbo 122:1)      | Runristning                      |              | Funbo, Uppland      |       | 59.835402, 17.870200 | 10022701220001 | Ladda upp en bild av detta fornminne      |
| Funbo 123:1              | Gravfält                         |              | Funbo, Uppland      |       | 59.842286, 17.854000 | 10022701230001 | Ladda upp en bild av detta fornminne      |
| Funbo 125:1              | Stensättning                     |              | Funbo, Uppland      |       | 59.839175, 17.849348 | 10022701250001 | Ladda upp en bild av detta fornminne      |
| Funbo 125:2              | Stensättning                     |              | Funbo, Uppland      |       | 59.839045, 17.848883 | 10022701250002 | Ladda upp en bild av detta fornminne      |
| Funbo 126:1              | Stensättning                     |              | Funbo, Uppland      |       | 59.838559, 17.850279 | 10022701260001 | Ladda upp en bild av detta fornminne      |
| Funbo 126:2              | Stensättning                     |              | Funbo, Uppland      |       | 59.838454, 17.850131 | 10022701260002 | Ladda upp en bild av detta fornminne      |
| Funbo 127:1              | Stensättning                     |              | Funbo, Uppland      |       | 59.837267, 17.856537 | 10022701270001 | Ladda upp en bild av detta fornminne      |
| Funbo 130:1              | Gravfält                         |              | Funbo, Uppland      |       | 59.837352, 17.855387 | 10022701300001 | Ladda upp en bild av detta fornminne      |
| Funbo 132:1              | Stensättning                     |              | Funbo, Uppland      |       | 59.834778, 17.846450 | 10022701320001 | Ladda upp en bild av detta fornminne      |
| Funbo 136:1              | Röse                             |              | Funbo, Uppland      |       | 59.849467, 17.890302 | 10022701360001 | Ladda upp en bild av detta fornminne      |
| Funbo 137:1              | Röse                             |              | Funbo, Uppland      |       | 59.850748, 17.891852 | 10022701370001 | Ladda upp en bild av detta fornminne      |
| Funbo 137:2              | Stensättning                     |              | Funbo, Uppland      |       | 59.850878, 17.891428 | 10022701370002 | Ladda upp en bild av detta fornminne      |
| Funbo 138:1              | Stensättning                     |              | Funbo, Uppland      |       | 59.853677, 17.892069 | 10022701380001 | Ladda upp en bild av detta fornminne      |
| Funbo 139:2              | Stensättning                     |              | Funbo, Uppland      |       | 59.852687, 17.895100 | 10022701390002 | Ladda upp en bild av detta fornminne      |
| Funbo 139:3              | Stensättning                     |              | Funbo, Uppland      |       | 59.853249, 17.894518 | 10022701390003 | Ladda upp en bild av detta fornminne      |
| Funbo 139:5              | Stensättning                     |              | Funbo, Uppland      |       | 59.853359, 17.894821 | 10022701390005 | Ladda upp en bild av detta fornminne      |
| Funbo 140:1              | Fornborg                         |              | Funbo, Uppland      |       | 59.834328, 17.898148 | 10022701400001 | Ladda upp en bild av detta fornminne      |
| Funbo 142:1              | Stensättning                     |              | Funbo, Uppland      |       | 59.852406, 17.899502 | 10022701420001 | Ladda upp en bild av detta fornminne      |
| Funbo 142:2              | Stensättning                     |              | Funbo, Uppland      |       | 59.852463, 17.899798 | 10022701420002 | Ladda upp en bild av detta fornminne      |
| Funbo 143:1              | Stensättning                     |              | Funbo, Uppland      |       | 59.853202, 17.901667 | 10022701430001 | Ladda upp en bild av detta fornminne      |
| Funbo 143:3              | Stensättning                     |              | Funbo, Uppland      |       | 59.852830, 17.900725 | 10022701430003 | Ladda upp en bild av detta fornminne      |
| Funbo 144:1              | Röse                             |              | Funbo, Uppland      |       | 59.853416, 17.904403 | 10022701440001 | Ladda upp en bild av detta fornminne      |
| Funbo 144:2              | Stensättning                     |              | Funbo, Uppland      |       | 59.853458, 17.904326 | 10022701440002 | Ladda upp en bild av detta fornminne      |
| Funbo 145:1              | Stensättning                     |              | Funbo, Uppland      |       | 59.846276, 17.900660 | 10022701450001 | Ladda upp en bild av detta fornminne      |
| Funbo 146:1              | Stensättning                     |              | Funbo, Uppland      |       | 59.844751, 17.899238 | 10022701460001 | Ladda upp en bild av detta fornminne      |
| Funbo 147:1              | Gravfält                         |              | Funbo, Uppland      |       | 59.842991, 17.900437 | 10022701470001 | Ladda upp en bild av detta fornminne      |
| Funbo 148:1              | Stensättning                     |              | Funbo, Uppland      |       | 59.841928, 17.897510 | 10022701480001 | Ladda upp en bild av detta fornminne      |
| Funbo 153:1              | Gravfält                         |              | Funbo, Uppland      |       | 59.836562, 17.854294 | 10022701530001 | Ladda upp en bild av detta fornminne      |
| Funbo 156:1              | Stensättning                     |              | Funbo, Uppland      |       | 59.854847, 17.838763 | 10022701560001 | Ladda upp en bild av detta fornminne      |
| Funbo 156:2              | Stensättning                     |              | Funbo, Uppland      |       | 59.854948, 17.838679 | 10022701560002 | Ladda upp en bild av detta fornminne      |
| Funbo 157:1              | Stensättning                     |              | Funbo, Uppland      |       | 59.843783, 17.836529 | 10022701570001 | Ladda upp en bild av detta fornminne      |
| Funbo 160:1              | Fornborg                         |              | Funbo, Uppland      |       | 59.862042, 17.793621 | 10022701600001 | Ladda upp en bild av detta fornminne      |
| Funbo 161:1              | Hög                              |              | Funbo, Uppland      |       | 59.861840, 17.811523 | 10022701610001 | Ladda upp en bild av detta fornminne      |
| Funbo 162:1              | Stensättning                     |              | Funbo, Uppland      |       | 59.868170, 17.812252 | 10022701620001 | Ladda upp en bild av detta fornminne      |
| Funbo 163:1              | Hög                              |              | Funbo, Uppland      |       | 59.868351, 17.808539 | 10022701630001 | Ladda upp en bild av detta fornminne      |
| Funbo 163:2              | Grav markerad av sten/block      |              | Funbo, Uppland      |       | 59.868894, 17.808707 | 10022701630002 | Ladda upp en bild av detta fornminne      |
| Funbo 163:3              | Grav markerad av sten/block      |              | Funbo, Uppland      |       | 59.868905, 17.808240 | 10022701630003 | Ladda upp en bild av detta fornminne      |
| Funbo 163:4              | Grav markerad av sten/block      |              | Funbo, Uppland      |       | 59.868814, 17.808326 | 10022701630004 | Ladda upp en bild av detta fornminne      |
| Funbo 163:5              | Stensättning                     |              | Funbo, Uppland      |       | 59.868650, 17.807676 | 10022701630005 | Ladda upp en bild av detta fornminne      |
| Funbo 164:1              | Stensättning                     |              | Funbo, Uppland      |       | 59.865880, 17.790497 | 10022701640001 | Ladda upp en bild av detta fornminne      |
| Funbo 166:1              | Stensättning                     |              | Funbo, Uppland      |       | 59.869444, 17.787783 | 10022701660001 | Ladda upp en bild av detta fornminne      |
| Funbo 168:1              | Stensättning                     |              | Funbo, Uppland      |       | 59.870517, 17.782199 | 10022701680001 | Ladda upp en bild av detta fornminne      |
| Funbo 169:1              | Stensättning                     |              | Funbo, Uppland      |       | 59.871502, 17.782090 | 10022701690001 | Ladda upp en bild av detta fornminne      |
| Funbo 170:1              | Röse                             |              | Funbo, Uppland      |       | 59.880444, 17.796828 | 10022701700001 | Ladda upp en bild av detta fornminne      |
| Funbo 171:1              | Gravfält                         |              | Funbo, Uppland      |       | 59.868863, 17.816035 | 10022701710001 | Ladda upp en bild av detta fornminne      |
| Funbo 172:1              | Stensättning                     |              | Funbo, Uppland      |       | 59.841073, 17.846148 | 10022701720001 | Ladda upp en bild av detta fornminne      |
| Funbo 173:1              | Stensättning                     |              | Funbo, Uppland      |       | 59.875640, 17.835609 | 10022701730001 | Ladda upp en bild av detta fornminne      |
| Funbo 173:2              | Stensättning                     |              | Funbo, Uppland      |       | 59.875758, 17.835512 | 10022701730002 | Ladda upp en bild av detta fornminne      |
| Funbo 174:1              | Gravfält                         |              | Funbo, Uppland      |       | 59.832109, 17.912754 | 10022701740001 | Ladda upp en bild av detta fornminne      |
| Funbo 175:1              | Stensättning                     |              | Funbo, Uppland      |       | 59.883995, 17.774748 | 10022701750001 | Ladda upp en bild av detta fornminne      |
| Funbo 176:1              | Stensättning                     |              | Funbo, Uppland      |       | 59.885221, 17.775892 | 10022701760001 | Ladda upp en bild av detta fornminne      |
| Funbo 180:1              | Stensättning                     |              | Funbo, Uppland      |       | 59.870301, 17.783347 | 10022701800001 | Ladda upp en bild av detta fornminne      |
| Funbo 187:1              | Stensättning                     |              | Funbo, Uppland      |       | 59.863639, 17.818076 | 10022701870001 | Ladda upp en bild av detta fornminne      |
| Funbo 188:1              | Grav- och boplatsområde          |              | Funbo, Uppland      |       | 59.862862, 17.813913 | 10022701880001 | Ladda upp en bild av detta fornminne      |
| Funbo 189:1              | Grav- och boplatsområde          |              | Funbo, Uppland      |       | 59.863888, 17.813190 | 10022701890001 | Ladda upp en bild av detta fornminne      |
| Funbo 190:1              | Stensättning                     |              | Funbo, Uppland      |       | 59.881927, 17.859986 | 10022701900001 | Ladda upp en bild av detta fornminne      |
| Funbo 190:2              | Stensättning                     |              | Funbo, Uppland      |       | 59.881968, 17.859807 | 10022701900002 | Ladda upp en bild av detta fornminne      |
| Funbo 191:1              | Fornborg                         |              | Funbo, Uppland      |       | 59.874649, 17.853029 | 10022701910001 | Ladda upp en bild av detta fornminne      |
| Fv1990;32B (Funbo 195:1) | Runristning                      |              | Funbo, Uppland      |       | 59.856300, 17.824591 | 10022701950001 | Ladda upp en till bild av detta fornminne |
| Funbo 197:1              | Stensättning                     |              | Funbo, Uppland      |       | 59.834363, 17.822276 | 10022701970001 | Ladda upp en bild av detta fornminne      |
| Funbo 199:1              | Stensättning                     |              | Funbo, Uppland      |       | 59.830441, 17.856048 | 10022701990001 | Ladda upp en bild av detta fornminne      |
| Funbo 200:1              | Stensättning                     |              | Funbo, Uppland      |       | 59.869164, 17.876499 | 10022702000001 | Ladda upp en bild av detta fornminne      |
| Funbo 201:1              | Röse                             |              | Funbo, Uppland      |       | 59.851286, 17.887444 | 10022702010001 | Ladda upp en bild av detta fornminne      |
| Funbo 209:1              | Röse                             |              | Funbo, Uppland      |       | 59.835303, 17.918123 | 10022702090001 | Ladda upp en bild av detta fornminne      |
| Funbo 210:1              | Gravfält                         |              | Funbo, Uppland      |       | 59.837099, 17.919525 | 10022702100001 | Ladda upp en bild av detta fornminne      |
| Funbo 220:1              | Stensättning                     |              | Funbo, Uppland      |       | 59.836672, 17.917927 | 10022702200001 | Ladda upp en bild av detta fornminne      |
| Funbo 220:3              | Röse                             |              | Funbo, Uppland      |       | 59.836326, 17.918043 | 10022702200003 | Ladda upp en bild av detta fornminne      |
| Funbo 230:1              | Gravfält                         |              | Funbo, Uppland      |       | 59.849055, 17.885115 | 10022702300001 | Ladda upp en bild av detta fornminne      |
| Funbo 231                | Röse                             |              | Funbo, Uppland      |       | 59.849719, 17.885256 | 12000000003235 | Ladda upp en bild av detta fornminne      |
| Funbo 232                | Stensättning                     |              | Funbo, Uppland      |       | 59.849772, 17.885078 | 12000000003236 | Ladda upp en bild av detta fornminne      |
| Funbo 234                | Stensättning                     |              | Funbo, Uppland      |       | 59.849389, 17.883765 | 12000000003238 | Ladda upp en bild av detta fornminne      |
| Funbo 235                | Stensättning                     |              | Funbo, Uppland      |       | 59.849424, 17.882621 | 12000000003240 | Ladda upp en bild av detta fornminne      |
| Funbo 236                | Stensättning                     |              | Funbo, Uppland      |       | 59.849464, 17.882725 | 12000000003241 | Ladda upp en bild av detta fornminne      |
| Funbo 238                | Stensättning                     |              | Funbo, Uppland      |       | 59.850453, 17.884379 | 12000000040577 | Ladda upp en bild av detta fornminne      |
| Funbo 241                | Stensättning                     |              | Funbo, Uppland      |       | 59.841054, 17.901123 | 12000000077484 | Ladda upp en bild av detta fornminne      |
| Funbo 242                | Stensättning                     |              | Funbo, Uppland      |       | 59.844477, 17.897049 | 12000000077485 | Ladda upp en bild av detta fornminne      |
| Funbo 249                | Stensättning                     |              | Funbo, Uppland      |       | 59.850974, 17.830573 | 12000000098169 | Ladda upp en bild av detta fornminne      |
| Funbo 251                | Stensättning                     |              | Funbo, Uppland      |       | 59.850894, 17.830765 | 12000000098171 | Ladda upp en bild av detta fornminne      |
| Funbo 252                | Stensättning                     |              | Funbo, Uppland      |       | 59.850805, 17.830834 | 12000000098172 | Ladda upp en bild av detta fornminne      |
| Funbo 276                | Stensättning                     |              | Funbo, Uppland      |       | 59.858993, 17.879083 | 12000000101920 | Ladda upp en bild av detta fornminne      |
| Funbo 300                | Röse                             |              | Funbo, Uppland      |       | 59.838727, 17.919718 | 12000000113594 | Ladda upp en bild av detta fornminne      |